# Polytolypa hystricis
Polytolypa hystricis är en svampart som beskrevs av J.A. Scott & Malloch 1993. Polytolypa hystricis ingår i släktet Polytolypa och familjen Ajellomycetaceae.   Inga underarter finns listade i Catalogue of Life.